# Mosquée El Hawa
Pour les articles homonymes, voir Hawa (homonymie).
La mosquée El Hawa ou mosquée Ettaoufik est un monument religieux et lieu de culte tunisien édifié sur les hauteurs occidentales de Tunis, dans le faubourg de Bab El Jazira.

## Histoire
Construite en 1252 par la princesse Atf, épouse du premier sultan hafside Abû Zakariyâ Yahyâ et mère du futur sultan Abû `Abd Allah Muhammad al-Mustansir, cette mosquée est appelée ainsi car elle se situe alors sur les hauteurs dominant les jardins et les vergers d'un palais hafside ainsi que la kasbah de Tunis. Joyau de l'architecture tunisienne, elle allie le style épuré ifriqyien avec des éléments de décoration hafsides qui rappelle celui de la mosquée Zitouna. Sa salle de prière, entièrement préservée, est couverte en voûtes d'arêtes et repose sur des supports massifs. Le mihrab, indiquant la direction de La Mecque, est surmonté d'une grande coupole côtelée. Le minbar, une chaire en bois finement ouvragée, est l'un des plus anciens de Tunis ; il date de 1495 et provient d'une autre mosquée de la ville. Les sultans hafsides lui adossent en même temps une médersa, annexe de l'université Zitouna construite dans le même style hafside, qui sert de lieu d'enseignement et de dortoir pour les étudiants.
La communauté andalouse réfugiée en Tunisie la fréquente particulièrement avant qu'elle ne tombe peu à peu en ruine. Le souverain husseinite Hussein Ier Bey (1705-1735) la restaure lorsque le faubourg de Bab El Jazira se repeuple avec la construction de demeures de dignitaires beylicaux qui s'implantent de plus en plus à Tunis. La mosquée et la médersa Ettaoufik connaissent un regain d'activité intellectuelle en 1850, lorsqu'elles sont prises en charge par le mufti malikite Abou Abdallah Hamda El Chahed, figurant parmi l'élite réformatrice de la Zitouna. Ses descendants assurent le service religieux jusqu'en 1940.
La médersa n'a pas conservé son architecture car elle a été réaménagée en 1968 pour abriter l'Institut supérieur de la civilisation islamique de Tunis (ar).

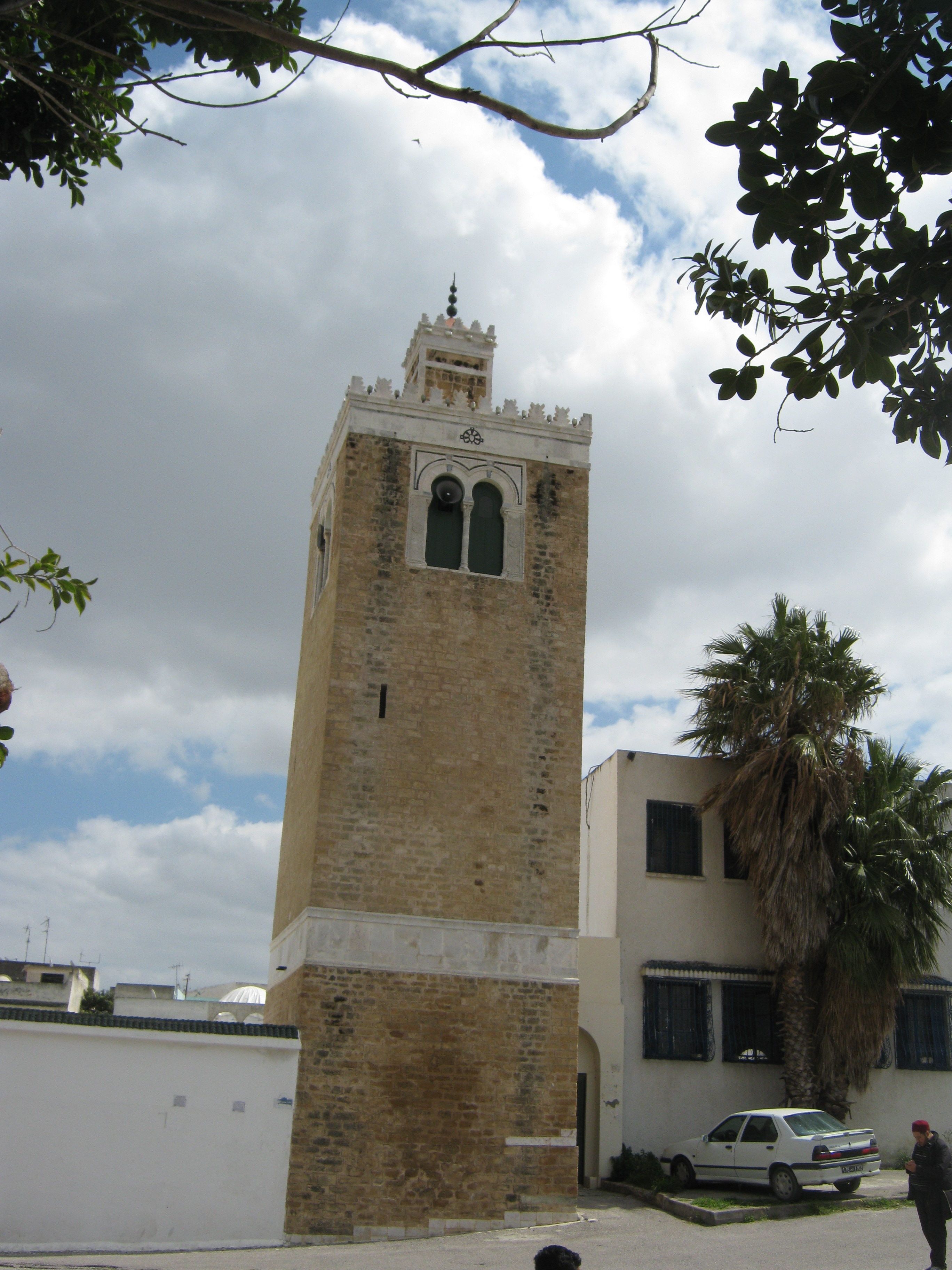
Vue générale du minaret
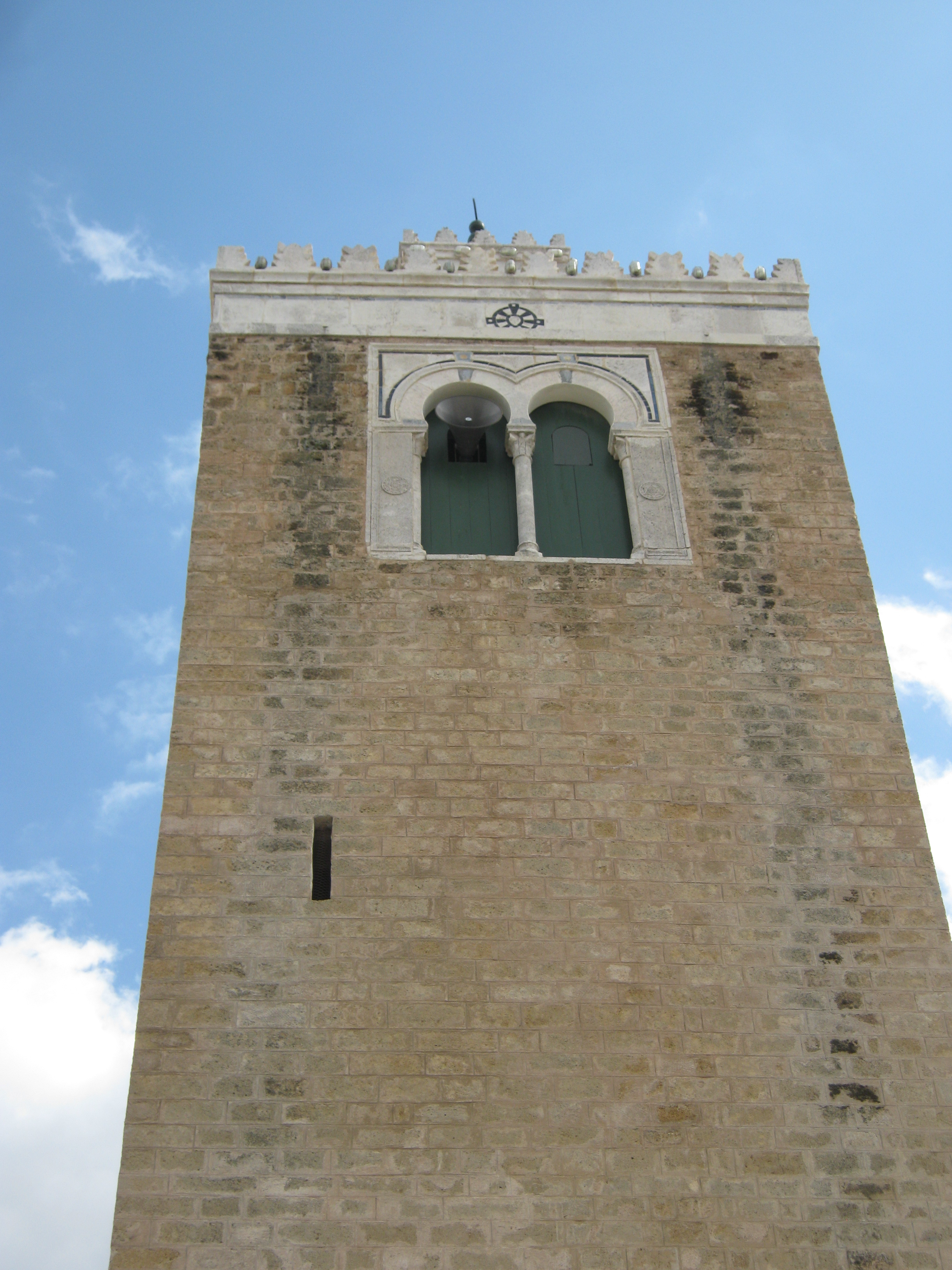
Vue du sommet du minaret
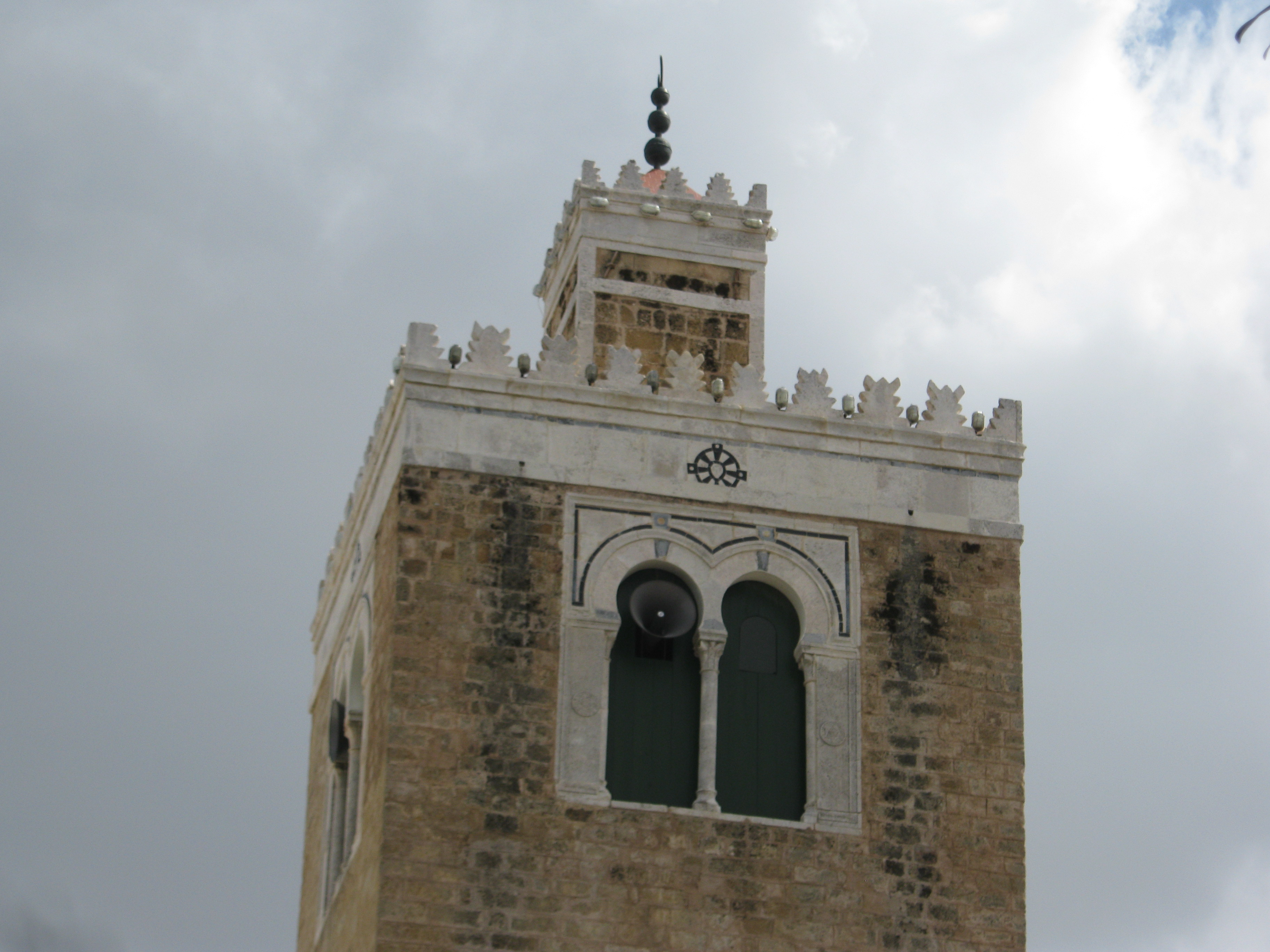
Détails du sommet du minaret